# کپور گلی سیامی
کپور گلی سیامی (نام علمی: Henicorhynchus siamensis) نام یک گونه از تیره کپورماهیان است.